# Glória Pires
Glória Maria Cláudia Pires de Moraes, née le 24 août 1963 à Rio de Janeiro, est une actrice brésilienne.

## Biographie
Elle est la fille de l'acteur brésilien Antônio Carlos Pires. Elle fit ses débuts à la télévision en 1969 à l'âge de cinq ans, dans la telenovela A Pequena Órfã, sur le réseau de télévision Excelsior. Sa première apparition remarquée fut en 1978 dans Dancin' Days. Sa fille Cléo Pires de son premier mari, le chanteur, acteur et présentateur de télévision brésilien Fábio Jr., est également une actrice.[réf. souhaitée]

## Filmographie

### Cinéma
- 1981 : Índia, a Filha do Sol : Índia
- 1984 : Mémoires de prison (Memórias do Cárcere), D. Heloísa
- 1987 : Bésame mucho : Olga
- 1988 : Jorge, um Brasileiro : Sandra
- 1995 : O Quatrilho : Pierina
- 1996 : O Guarani : Isabel
- 1997 : Pequeno Dicionário Amoroso : Bel
- 2001 : A Partilha : Selma
- 2006 : Se Eu Fosse Você : Helena / Cláudio
- 2007 : O Primo Basílio : Juliana
- 2008 : Se Eu Fosse Você 2 : Helena / Cláudio
- 2009 : É Proibido Fumar : Baby
- 2010 : Lula, le fils du Brésil : Dona Lindu
- 2013 : Reaching for the Moon (Flores Raras) de Bruno Barreto : Lota de Macedo Soares
- 2015 : Nise, le cœur de la folie (Nise: O Coração da Loucura) : Nise da Silveira

### Télévision
- 1968 : A Pequena Órfã, Glorinha
- 1970 : Faça Humor, Não Faça Guerra,
- 1972 : Caso Especial, Sombra da Suspeita, Angela
- 1972 : Chico em Quadrinhos
- 1972 : Selva de Pedra, Fatinha
- 1973 : Chico City, Filha do Dr. Aristóbulo
- 1973 : Satiricom
- 1973 : O Semideus, Ione
- 1976 : Duas Vidas, Letícia
- 1978 : Dancin' Days, Marisa De Souza Mattos
- 1979 : Cabocla, Zuca
- 1980 : As Três Marias, Maria José
- 1980 : Água Viva, Sandra Fragonard
- 1983 : Louco Amor, Cláudia
- 1984 : Partido Alto, Celina
- 1985 : O Tempo e o Vento, Ana Terra
- 1987 : Direito de Amar, Rosália Alves Medeiros
- 1988 : Vale Tudo, Maria de Fátima Acioly
- 1990 : Mico Preto, Sarita
- 1991 : O Dono do Mundo, Stela Maciel Barreto
- 1993 : Mulheres de Areia, Ruth Araújo / Raquel Araújo Assunção
- 1994 : Memorial de Maria Moura, Maria Moura
- 1996 : O Rei do Gado, Rafaela Berdinazzi
- 1997 : Anjo Mau, Nice Noronha
- 1999 : Suave Veneno, Inês / Lavínia
- 2002 : Desejos de Mulher, Júlia Miranda Moreno
- 2005 : Belíssima, Júlia Assumpção
- 2007 : Paraíso Tropical, Lúcia Vilela Cavalcanti
- 2011 : Passions Mortelles (Insensato Coração), Norma Pimentel Amaral
- 2012 : As Brasileiras, Ângela Cristina (épisode: A Mamãe da Barra)
- 2012 : Guerra dos Sexos, Roberta Leone
- 2015 : Babilônia, Beatriz Amaral Rangel
- 2023 : Terra e Paixão, Irene Pinheiro La Selva